# Бунге Микола Християнович
Микола Християнович Бунге (ім'я за народженням: Ніколай-Карл-Пауль фон Бунге — нім. Nikolai Karl Paul von Bunge, — 11 (23) листопада 1823, Київ — 3 (15) червня 1895, Царське Село) — український вчений-економіст, академік, державний діяч; міністр фінансів і голова Комітету міністрів Російської імперії. У його честь назвали місто, згодом перейменували, а у 2016 місто знову носить таку назву.

## Життєпис
Народився у київській дворянській родині з німецькими коріннями. Батько — київський ветеринарний лікар Христіан-Готліб Бунге (1776—1857), дядько — Георг-Фрідріх Бунге (1722—1792), аптекар, засновник німецької євангелічно-лютеранської громади Києва.
Після закінчення 1841 р. Першої київської гімназії у 1841—1845 роках навчався на юридичному факультеті університету Св. Володимира. У 1881—1886 роках — міністр фінансів, у 1887—1895 роках — голова уряду, Комітету міністрів Російської імперії. Ініціатор та організатор заходів щодо впорядкування грошового обігу та бюджету, введення початків робітничого законодавства, реорганізації системи зовнішньої торгівлі.
Як державний діяч М.Бунге сприяв селянській реформі в Росії, котра скасувала кріпосне право. Він дбав про розвиток російської промисловості. Його особливою увагою став розвиток залізниць Росії у зв'язку з зростанням хлібного експорту з України через порти Одеси та Бердянська.
Фактично за М.Бунге Урал сформувався, як промисловий центр імперії. Підтримка М.Бунге розвитку індустрії України, іноземні інвестиції в неї подвоїли видобуток вугілля на Донбасі та активно розвивали залізорудну промисловість Криворіжжя.
За його прияння створена Київська товарна біржа.

## Державна діяльність
- 1880—1881 — товариш (за сучасною термінологією — перший заступник) міністра фінансів;
- з 6.05.1881 — керівник міністерства фінансів;
- 1.01.1882—31.12.1886 — міністр фінансів;
- 1.01.1887—3.06.1895 — голова Комітету міністрів і член Державної ради;
- з 10.12.1892 — віце-голова Комітету Сибірської залізничної дороги (головою був спадкоємець престолу, майбутній Микола II)

## Наукові праці
- «Теорія кредиту» (1852);
- «Основи політичної економії» (1870);
- «Банківські закони та банківська політика» (1874);
- «Курс статистики» (1865; 1876);
- «Товарні склади і варранти» (1871);
- «Поліцейське право»(1873—1877);

## Вшанування
У листопаді 2021 року у Києві (за адресою вул. Липська, 18/5) встановлено мініскульптуру проєкту «Шукай» «Микола Бунге».